# África do Sul nos Jogos Olímpicos
A África do Sul participou de 20 edições dos Jogos Olímpicos de Verão, tendo sua primeira aparição em St. Louis 1904. Nos Jogos Olímpicos de Inverno, foram seis participações, sendo a estreia em Squaw Valley 1960.

## Jogos Olímpicos de Verão
Em 1904, a África do Sul participou pela primeira vez dos Jogos Olímpicos de Verão e enviou atletas para competirem em todas as edições até 1960. Após a passagem da 'Resolução 1761 da Assembléia Geral das Nações Unidas em 1962, em resposta à política de apartheid do país, os seus atletas ficaram impossibilitados de disputar os Jogos. Todavia, isso não se aplicava às Paraolimpíadas. A África do Sul fez sua estreia paraolímpica em 1964, e continuou a competir até 1976, após o qual o Parlamento Holandês declarou que a participação da África do Sul nos Jogos de Verão de 1980 seria indesejável. A partir dali, a África do Sul ficou de fora das Paraolimpíadas até 1992.
Após o início das negociações para o fim do apartheid em 1990, o país entrou novamente no movimento olímpico. O Comitê Olímpico e Federação de Esportes Sul-Africano foi criado em 1991, e a África do Sul retornou aos Jogos Olímpicos e nos Paraolímpicos em 1992.
Atletas sul-africanos ganharam um total de 75 medalhas, com Atletismo, Boxe e Natação obtendo o maior destaque.

### Quadro de medalhas
| Jogos                 | Número de atletas | Ouro           | Prata          | Bronze         | Total          | Classificação geral |                |
| 1896 Atenas           | não participou    | não participou | não participou | não participou | não participou | não participou      | não participou |
| 1900 Paris            | não participou    | não participou | não participou | não participou | não participou | não participou      | não participou |
| 1904 St. Louis        | 8                 | 0              | 0              | 0              | 0              | –                   |                |
| 1908 Londres          | 14                | 1              | 1              | 0              | 2              | 14º                 |                |
| 1912 Estocolmo        | 21                | 4              | 2              | 0              | 6              | 7º                  |                |
| 1920 Antuérpia        | 39                | 3              | 4              | 3              | 10             | 11º                 |                |
| 1924 Paris            | 30                | 1              | 1              | 1              | 3              | 18º                 |                |
| 1928 Amsterdã         | 24                | 1              | 0              | 2              | 3              | 23º                 |                |
| 1932 Los Angeles      | 12                | 2              | 0              | 3              | 5              | 15º                 |                |
| 1936 Berlim           | 32                | 0              | 1              | 0              | 1              | 25º                 |                |
| 1948 Londres          | 35                | 2              | 1              | 1              | 4              | 18º                 |                |
| 1952 Helsinque        | 64                | 2              | 4              | 4              | 10             | 12º                 |                |
| 1956 Melbourne        | 50                | 0              | 0              | 4              | 4              | 33º                 |                |
| 1960 Roma             | 55                | 0              | 1              | 2              | 3              | 28º                 |                |
| 1964 Tóquio           | não participou    | não participou | não participou | não participou | não participou | não participou      | não participou |
| 1968 Cidade do México | não participou    | não participou | não participou | não participou | não participou | não participou      | não participou |
| 1972 Munique          | não participou    | não participou | não participou | não participou | não participou | não participou      | não participou |
| 1976 Montreal         | não participou    | não participou | não participou | não participou | não participou | não participou      | não participou |
| 1980 Moscou           | não participou    | não participou | não participou | não participou | não participou | não participou      | não participou |
| 1984 Los Angeles      | não participou    | não participou | não participou | não participou | não participou | não participou      | não participou |
| 1988 Seul             | não participou    | não participou | não participou | não participou | não participou | não participou      | não participou |
| 1992 Barcelona        | 93                | 0              | 2              | 0              | 2              | 41º                 |                |
| 1996 Atlanta          | 84                | 3              | 1              | 1              | 5              | 27º                 |                |
| 2000 Sydney           | 127               | 0              | 2              | 3              | 5              | 55º                 |                |
| 2004 Atenas           | 106               | 1              | 3              | 2              | 6              | 43º                 |                |
| 2008 Pequim           | 134               | 0              | 1              | 0              | 1              | 70º                 |                |
| 2012 Londres          | 124               | 4              | 1              | 1              | 6              | 20º                 |                |
| 2016 Rio de Janeiro   | 137               | 2              | 6              | 2              | 10             | 30º                 |                |
| 2020 Tóquio           | 177               | 1              | 2              | 0              | 3              | 52º                 |                |
| Total                 | 1366              | 27             | 33             | 29             | 89             |                     |                |

### Medalhas por esporte
| Esporte   | Ouro | Prata | Bronze | Total |
| Atletismo | 9    | 13    | 6      | 28    |
| Natação   | 7    | 7     | 6      | 20    |
| Boxe      | 6    | 4     | 9      | 19    |
| Tênis     | 3    | 2     | 1      | 6     |
| Ciclismo  | 1    | 4     | 3      | 8     |
| Remo      | 1    | 1     | 1      | 2     |
| Surfe     | 0    | 1     | 0      | 1     |
| Tiro      | 0    | 1     | 0      | 1     |
| Canoagem  | 0    | 0     | 1      | 1     |
| Rugby     | 0    | 0     | 1      | 1     |
| Triatlo   | 0    | 0     | 1      | 1     |
| Total     | 27   | 33    | 29     | 89    |

### Lista de medalhas
| Medalha | Atleta | Jogos               | Esporte   | Categoria                               |
| ------- | --- | ------------------- | --------- | --------------------------------------- |
| ouro    | Reggie Walker | 1908 Londres        | Atletismo | Masculino - 100 m                       |
| prata   | Charles Hefferon | 1908 Londres        | Atletismo | Masculino - maratona                    |
| ouro    | Kenneth McArthur | 1912 Estocolmo      | Atletismo | Masculino - maratona                    |
| ouro    | Rudolph Lewis | 1912 Estocolmo      | Ciclismo  | Masculino - individual contra o relógio |
| ouro    | Charles Winslow Harold Kitson | 1912 Estocolmo      | Tênis     | Masculino - duplas                      |
| ouro    | Charles Winslow | 1912 Estocolmo      | Tênis     | Masculino - simples                     |
| prata   | Christian Gitsham | 1912 Estocolmo      | Atletismo | Masculino - maratona                    |
| prata   | Harold Kitson | 1912 Estocolmo      | Tênis     | Masculino - simples                     |
| ouro    | Bevil Rudd | 1920 Antuérpia      | Atletismo | Masculino - 400 m                       |
| ouro    | Clarence Walker | 1920 Antuérpia      | Boxe      | Masculino - peso galo                   |
| ouro    | Louis Raymond | 1920 Antuérpia      | Tênis     | Masculino - simples                     |
| prata   | Bevil Rudd Clarence Oldfield Henry Dafel Jack Oosterlak | 1920 Antuérpia      | Atletismo | Masculino - revezamento 4x100 m         |
| prata   | Henry Kaltenbrunn | 1920 Antuérpia      | Ciclismo  | Masculino - individual contra o relógio |
| prata   | James Walker William Smith | 1920 Antuérpia      | Ciclismo  | Masculino - tandem                      |
| prata   | David Smith Ferdinand Buchanan Frederick Morgan Robert Bodley                                                                                                   | 1920 Antuérpia      | Tiro      | Masculino - carabina 600 m por equipe   |
| bronze  | Bevil Rudd | 1920 Antuérpia      | Atletismo | Masculino - 800 m                       |
| bronze  | Harry Goosen Henry Kaltenbrunn James Walker William Smith | 1920 Antuérpia      | Ciclismo  | Masculino - perseguição por equipes     |
| bronze  | Charles Winslow | 1920 Antuérpia      | Tênis     | Masculino - simples                     |
| ouro    | William Smith | 1924 Paris          | Boxe      | Masculino - peso galo                   |
| prata   | Sid Atkinson | 1924 Paris          | Atletismo | Masculino - 110 m com barreiras         |
| bronze  | Cecil McMaster | 1924 Paris          | Atletismo | Masculino - 10 km marcha atlética       |
| ouro    | Sid Atkinson | 1928 Amsterdã       | Atletismo | Masculino - 110 m com barreiras         |
| bronze  | Harry Isaacs | 1928 Amsterdã       | Boxe      | Masculino - peso galo                   |
| bronze  | Freddie van der Goes Kathleen Russell Mary Bedford Rhoda Rennie                                                                                                 | 1928 Amsterdã       | Natação   | Feminino - revezamento 4x100 m livre    |
| ouro    | Lawrence Stevens | 1932 Los Angeles    | Boxe      | Masculino - peso leve                   |
| ouro    | David Carstens | 1932 Los Angeles    | Boxe      | Masculino - peso meio-pesado            |
| bronze  | Marjorie Clark | 1932 Los Angeles    | Atletismo | Feminino - 80 m com barreiras           |
| bronze  | Ernest Peirce | 1932 Los Angeles    | Boxe      | Masculino - peso médio                  |
| bronze  | Jenny Maakal | 1932 Los Angeles    | Natação   | Feminino - 400 metros livre             |
| prata   | Charles Catterall | 1936 Berlim         | Boxe      | Masculino - peso pena                   |
| ouro    | Gerald Dreyer | 1948 Londres        | Boxe      | Masculino - peso leve                   |
| ouro    | George Hunter | 1948 Londres        | Boxe      | Masculino - peso meio-pesado            |
| prata   | Dennis Shepherd | 1948 Londres        | Boxe      | Masculino - peso pena                   |
| bronze  | John Arthur | 1948 Londres        | Boxe      | Masculino - peso pesado                 |
| ouro    | Esther Brand | 1952 Helsinki       | Atletismo | Feminino - salto em altura              |
| ouro    | Joan Harrison | 1952 Helsinki       | Natação   | Feminino - 100 m costas                 |
| prata   | Daphne Hasenjager | 1952 Helsinki       | Atletismo | Feminino - 100 m                        |
| prata   | Theunis van Schalkwyk | 1952 Helsinki       | Boxe      | Masculino - peso meio-pesado            |
| prata   | Raymond Robinson Thomas Shardelow | 1952 Helsinki       | Ciclismo  | Masculino - tandem                      |
| prata   | Alfred Swift George Estman Robert Fowler Thomas Shardelow | 1952 Helsinki       | Ciclismo  | Masculino - perseguição por equipes     |
| bronze  | William Toweel | 1952 Helsinki       | Boxe      | Masculino - peso mosca                  |
| bronze  | Leonard Leisching | 1952 Helsinki       | Boxe      | Masculino - peso pena                   |
| bronze  | Andries Nieman | 1952 Helsinki       | Boxe      | Masculino - peso pesado                 |
| bronze  | Raymond Robinson | 1952 Helsinki       | Ciclismo  | Masculino - 1 km contra o relógio       |
| bronze  | Daniel Bekker | 1956 Melbourne      | Boxe      | Masculino - peso pesado                 |
| bronze  | Henry Loubscher | 1956 Melbourne      | Boxe      | Masculino - peso meio-médio-ligeiro     |
| bronze  | Alfred Swift | 1956 Melbourne      | Ciclismo  | Masculino - 1 km contra o relógio       |
| bronze  | Jeanette Myburgh Moira Abernethy Natalie Myburgh Susan Roberts                                                                                                  | 1956 Melbourne      | Natação   | Feminino - revezamento 4x100 m livre    |
| prata   | Daniel Bekker | 1960 Roma           | Boxe      | Masculino - peso pesado                 |
| bronze  | Malcolm Spence | 1960 Roma           | Atletismo | Masculino - 400 m                       |
| bronze  | William Meyers | 1960 Roma           | Boxe      | Masculino - peso pena                   |
| prata   | Elana Meyer | 1992 Barcelona      | Atletismo | Feminino - 10000 m                      |
| prata   | Piet Norval Wayne Ferreira | 1992 Barcelona      | Tênis     | Masculino - duplas                      |
| ouro    | Josia Thugwane | 1996 Atlanta        | Atletismo | Masculino - maratona                    |
| ouro    | Penelope Heyns | 1996 Atlanta        | Natação   | Feminino - 100 metros peito             |
| ouro    | Penelope Heyns | 1996 Atlanta        | Natação   | Feminino - 200 metros peito             |
| prata   | Hezekiél Sepeng | 1996 Atlanta        | Atletismo | Masculino - 800 m                       |
| bronze  | Marianne Kriel | 1996 Atlanta        | Natação   | Feminino - 100 metros peito             |
| prata   | Hestrie Cloete | 2000 Sydney         | Atletismo | Feminino - salto em altura              |
| prata   | Terence Parkin | 2000 Sydney         | Natação   | Feminino - 200 metros peito             |
| bronze  | Llewellyn Herbert | 2000 Sydney         | Atletismo | Masculino - 400 m com barreiras         |
| bronze  | Frantz Kruger | 2000 Sydney         | Atletismo | Masculino - arremesso de disco          |
| bronze  | Penelope Heyns | 2000 Sydney         | Natação   | Feminino - 100 metros peito             |
| ouro    | Darian Townsend Lyndon Ferns Roland Schoeman Ryk Neethling | 2004 Atenas         | Natação   | Masculino - revezamento 4x100 m livre   |
| prata   | Mbulaeni Mulaudzi | 2004 Atenas         | Atletismo | Masculino - 800 m                       |
| prata   | Hestrie Cloete | 2004 Atenas         | Atletismo | Feminino - salto em altura              |
| prata   | Roland Schoeman | 2004 Atenas         | Natação   | Masculino - 100 m livre                 |
| bronze  | Donovan Cechn Ramon di Clemente | 2004 Atenas         | Remo      | Masculino - dois sem                    |
| bronze  | Roland Schoeman | 2004 Atenas         | Natação   | Masculino - 50 m livre                  |
| prata   | Godfrey Khotso Mokoena | 2008 Pequim         | Atletismo | Masculino - salto em distância          |
| ouro    | James Thompson John Smith Sizwe Ndlovu Ramon di Clemente | 2012 Londres        | Remo      | Masculino - quatro sem leve             |
| ouro    | Cameron van der Burgh | 2012 Londres        | Natação   | Masculino - 100 m peito                 |
| ouro    | Chad le Clos | 2012 Londres        | Natação   | Masculino - 200 m borboleta             |
| ouro    | Caster Semenya | 2012 Londres        | Atletismo | Feminino - 800 m                        |
| prata   | Chad le Clos | 2012 Londres        | Natação   | Masculino - 100 m borboleta             |
| bronze  | Bridgitte Hartley | 2012 Londres        | Canoagem  | Feminino - K-1 500 m                    |
| ouro    | Wayde van Niekerk | 2016 Rio de Janeiro | Atletismo | Masculino - 400 m                       |
| ouro    | Caster Semenya | 2016 Rio de Janeiro | Atletismo | Feminino - 800 m                        |
| prata   | Sunette Viljoen | 2016 Rio de Janeiro | Atletismo | Feminino - lançamento de dardo          |
| prata   | Luvo Manyonga | 2016 Rio de Janeiro | Atletismo | Masculino - salto em distância          |
| prata   | Chad le Clos | 2016 Rio de Janeiro | Natação   | Masculino - 100 m borboleta             |
| prata   | Cameron van der Burgh | 2016 Rio de Janeiro | Natação   | Masculino - 100 m peito                 |
| prata   | Chad le Clos | 2016 Rio de Janeiro | Natação   | Masculino - 200 m livre                 |
| bronze  | Cecil Afrika Cheslin Kolbe Dylan Sage Francois Hougaard Juan De Jong Justin Geduld Kwagga Smith Kyle Brown Roscko Speckman Seabelo Senatla Tim Agaba Werner Kok | 2016 Rio de Janeiro | Rugby     | Masculino - equipe                      |
| bronze  | Henri Schoeman | 2016 Rio de Janeiro | Triatlo   | Masculino - individual                  |
| ouro    | Tatjana Schoenmaker | 2020 Tóquio         | Natação   | Feminino - 200 m peito                  |
| prata   | Tatjana Schoenmaker | 2020 Tóquio         | Natação   | Feminino - 100 m peito                  |
| prata   | Bianca Buitendag | 2020 Tóquio         | Surfe     | Feminino - individual                   |

## Jogos Olímpicos de Inverno
A África do Sul também participou dos Jogos Olímpicos de Inverno em 1960, e desde 1994.

### Quadro de medalhas
| Jogos                       | Número de atletas | Ouro           | Prata          | Bronze         | Total          | Classificação geral |                |
| 1924 Chamonix               | não participou    | não participou | não participou | não participou | não participou | não participou      | não participou |
| 1928 Saint-Moritz           | não participou    | não participou | não participou | não participou | não participou | não participou      | não participou |
| 1932 Lake Placid            | não participou    | não participou | não participou | não participou | não participou | não participou      | não participou |
| 1936 Garmisch-Partenkirchen | não participou    | não participou | não participou | não participou | não participou | não participou      | não participou |
| 1948 Saint-Moritz           | não participou    | não participou | não participou | não participou | não participou | não participou      | não participou |
| 1952 Oslo                   | não participou    | não participou | não participou | não participou | não participou | não participou      | não participou |
| 1956 Cortina d'Ampezzo      | não participou    | não participou | não participou | não participou | não participou | não participou      | não participou |
| 1960 Squaw Valley           | 4                 | 0              | 0              | 0              | 0              | –                   |                |
| 1964 Innsbruck              | não participou    | não participou | não participou | não participou | não participou | não participou      | não participou |
| 1968 Grenoble               | não participou    | não participou | não participou | não participou | não participou | não participou      | não participou |
| 1972 Sapporo                | não participou    | não participou | não participou | não participou | não participou | não participou      | não participou |
| 1976 Innsbruck              | não participou    | não participou | não participou | não participou | não participou | não participou      | não participou |
| 1980 Lake Placid            | não participou    | não participou | não participou | não participou | não participou | não participou      | não participou |
| 1984 Sarajevo               | não participou    | não participou | não participou | não participou | não participou | não participou      | não participou |
| 1988 Calgary                | não participou    | não participou | não participou | não participou | não participou | não participou      | não participou |
| 1992 Albertville            | não participou    | não participou | não participou | não participou | não participou | não participou      | não participou |
| 1994 Lillehammer            | 2                 | 0              | 0              | 0              | 0              | –                   |                |
| 1998 Nagano                 | 2                 | 0              | 0              | 0              | 0              | –                   |                |
| 2002 Salt Lake City         | 1                 | 0              | 0              | 0              | 0              | –                   |                |
| 2006 Turim                  | 3                 | 0              | 0              | 0              | 0              | –                   |                |
| 2010 Vancouver              | 2                 | 0              | 0              | 0              | 0              | –                   |                |
| 2014 Sóchi                  | não participou    | não participou | não participou | não participou | não participou | não participou      | não participou |
| 2018 PyeongChang            | 1                 | 0              | 0              | 0              | 0              | –                   |                |
| Total                       | 15                | 0              | 0              | 0              | 0              |                     |                |